# Calcio Leinfelden-Echterdingen

Ursprüngliches Logo

Calcio Leinfelden-Echterdingen ist ein Fußballverein aus Leinfelden-Echterdingen, eine im Süden an Stuttgart angrenzende Kleinstadt.

## Geschichte
Der Klub wurde 1974 von italienischen Migranten unter dem Namen „Societa Calcio (SC) Echterdingen“ gegründet und spielte zunächst in einer sogenannten Gastarbeiterliga des WFV. Erst zur Saison 1992/93 wurden die Migrantenklubs in den regulären Spielbetrieb integriert. Der SC agierte zunächst als Kooperationsverein des TV Echterdingen. Da dadurch die sportliche Weiterentwicklung aber stark eingeschränkt war, wurde die Vereinbarung bereits nach kurzer Zeit wieder gelöst. Zur Saison 1994/95 stieg der Verein eigenverantwortlich in den Spielbetrieb ein, 1996 gelang der Aufstieg in die Kreisliga A, 1998 in die Bezirksliga Stuttgart und 2000 erstmals in die Landesliga Württemberg. 2004 benannte man sich in Calcio Leinfelden-Echterdingen um, 2009 und 2014 war man erneut Bezirksligameister. 2016 gelang als Landesligameister der Aufstieg in die Verbandsliga Württemberg, drei Jahre später erreichte Calcio Leinfelden-Echterdingen das Viertelfinale des Verbandspokals. Nach der Verbandsliga-Vizemeisterschaft 2023/24 und dem Gewinn der Aufstiegsrunde über den südbadischen Vertreter FC Auggen stieg man erstmals in die Oberliga Baden-Württemberg auf. In der Oberligasaison 2024/25 holte man in 34 Spielen lediglich 18 Punkte und stieg damit als Vorletzter umgehend wieder in die Verbandsliga ab.
Als Spielstätte wird das Sportgelände Sportpark Goldäcker des TV Echterdingen genutzt. 
Der Verein verfügt noch über eine zweite Mannschaft, eine Jugendabteilung bestand bis zum Oberligaaufstieg nicht. Da eine Jugendabteilung in der Oberliga Lizensierungsvoraussetzung ist, bestehen seit Sommer 2024 in den verschiedenen Altersstufen Spielgemeinschaften mit der SKG Botnang und der SG Stuttgart-West.